# Familia Gődény
Familia Gődény de Gődényháza și Farkasfalva este o veche familie nobiliară maghiară.

## Istorie
A fost întemeiat în 1262 de către Nede, unul dintre strămoșii familiei Gődény, într-o zonă pe care a primit-o de la regele Ștefan al V-lea în schimbul moșiei sale numită Adorján.

## Membri proeminenți
- Nede de Gewdin a primit o diplomă nobiliară
- Pál Gődény este o colonel-căpitan ezereskapitány și brigadier brigadéros din Răscoala lui Rákóczi

## Reședință
- Castelul Gődény de la Balkány,
- Castelul Gődény de la Ohat,
- Castelul Gődény de la Tivorány